# Cantonul Cergy-Sud
Cantonul Cergy-Sud este un canton din arondismentul Pontoise, departamentul Val-d'Oise, regiunea Île-de-France, Franța.

## Comune
- Cergy (parțial, reședință)
- Éragny